# Nickeil Alexander-Walker
Nickeil Alexander-Walker (* 2. September 1998 in Toronto, Ontario) ist ein kanadischer Basketballspieler, der bei den Minnesota Timberwolves unter Vertrag steht.

## Laufbahn
Der Vetter von Shai Gilgeous-Alexander spielte als Schüler an der Vaughan Secondary School in der kanadischen Provinz Ontario, ehe er in die Vereinigten Staaten wechselte und dort für die St. Louis Christian Academy, danach für die Hamilton Heights Christian Academy auflief. Im Frühjahr 2016 vermeldete er seinen Wechsel an die Virginia Polytechnic Institute and State University (kurz Virginia Tech), welcher sich zur Saison 2017/18 vollzog.
In zwei Jahren als Spieler von Virginia Tech bestritt der Kanadier 67 Spiele für die Hochschulmannschaft und stand dabei stets in der Anfangsaufstellung. Er erreichte Mittelwerte von 13,5 Punkten sowie vier Rebounds, 2,7 Korbvorlagen und 1,4 Ballgewinne je Partie. In beiden Spieljahren traf er jeweils 58 Dreipunktwürfe. Im April 2019 beendete er seine Universitätslaufbahn vorzeitig und gab seine Anmeldung zum Draftverfahren der NBA und somit seinen Wechsel ins Profilager bekannt. Er wurde an 17. Stelle von den New Orleans Pelicans ausgesucht, nachdem sich die Mannschaft das Auswahlrecht im Rahmen eines Tauschs mit den Atlanta Hawks gesichert hatte.
Am 8. Februar wurde Alexander-Walker zusammen mit einigen anderen Spielern und drei zukünftigen NBA-Draftpicks in Austausch für C.J. McCollum, Larry Nance Jr. und Tony Snell zu den Portland Trail Blazers geschickt. Einen Tag später, am 9. Februar 2022, wurde Alexander-Walker im Rahmen eines Transfers, der drei Mannschaften umfasste, unter anderem im Austausch für Joe Ingles, dann wiederum zu den Utah Jazz geschickt. Im Februar 2023 kam Alexander-Walker innerhalb eines Tauschgeschäfts zu den Minnesota Timberwolves.

### Nationalmannschaft
Bei der U18-Amerikameisterschaft im Jahr 2016 war er mit einem Punkteschnitt von 17,4 pro Begegnung bester Korbschütze der kanadischen Auswahlmannschaft.

## Karriere-Statistiken

### NBA

#### Hauptrunde
| Saison  | Team               | GP  | GS | MPG  | FG % | 3P % | FT % | RPG | APG | SPG | BPG | PPG  |
| ------- | ------------------ | --- | -- | ---- | ---- | ---- | ---- | --- | --- | --- | --- | ---- |
| 2019–20 | New Orleans        | 47  | 1  | 12.6 | .368 | .346 | .676 | 1.8 | 1.9 | 0.4 | 0.2 | 5.7  |
| 2020–21 | New Orleans        | 46  | 13 | 21.9 | .419 | .347 | .727 | 3.1 | 2.2 | 1.0 | 0.5 | 11.0 |
| 2021–22 | New Orleans / Utah | 65  | 21 | 22.6 | .372 | .311 | .743 | 2.9 | 2.4 | 0.7 | 0.4 | 10.6 |
| Gesamt  | Gesamt             | 158 | 35 | 19.4 | .387 | .329 | .726 | 2.6 | 2.2 | 0.7 | 0.3 | 9.3  |